# Hadař dvoupásý
Hadař dvoupásý (Callechelys bitaeniata) je paprskoploutvá ryba z čeledi hadařovití (Ophichthidae).
Druh byl popsán roku 1877 ichtyologem Wilhelmem Petersem.

## Popis a výskyt
Maximální délka ryby je 82 cm.
Tělo podlouhlé, zploštělé s tmavě hnědým pruhem, vedoucím od poloviny hlavy k ocasu. Světlý pruh nad základnou prsní ploutve.
Byla nalezena ve vodách západního Indického oceánu: Mosambik, Keňa a atol Aldabra. Obývá mořské dno.